# Максим Оса (комікс)
«Макси́м Оса́» (фр. Maxym Osa) — графічний роман (комікс) про пригоди козака Максима Оси, створений українським, французьким та американським коміксистом Ігорем Бараньком. Вперше вийшов двома томами у 2008—2009 роках французькою мовою у бельгійському видавництві Éditions Joker. Комікс було видано французькою, російською, польською та, в 2011 та 2016 роках, українською у видавництвах «Євгеніос» та «Asgardian Comics»; у 2020 році у видавництвах «UAComix» та «RedRoomComix» було вперше видано переклад українською мовою з зазначенням ім'я автора україномовного перекладу Олени Лісевич.

## Сюжет
Козак Корсунського полку Максим Оса повертається додому після походу на Крим проти турків. Удома він виявляє, що всі вважають його померлим, і навіть є його могила. Ошелешений, він починає пиячити над власною могилою, де зустрічає постать, схожу на Смерть. Вона виявляється Андрійком, слугою князя Зенона Кричевського, якого князь послав знайти та привести Максима. Вони починають битися, але Андрійко кличе собак і перемагає Максима.
Максим опиняється в ув'язненні в замку Кричевського, Андрійко допитує його, та князь не дозволяє нашкодити козакові. Максим зустрічається з Кричевським і каштеляном Фогелем, і слухає розповідь про те, що сталося в замку.
Під час походу Максимів товариш Матвій Хвіст зібрав скарб і сховав його. Відьма-шинкарка випитувала в козака де шукати багатство, та дала йому зілля, що перетворювало козака щоночі на вовка. Проте Матвій не зізнався та лишився вовкулакою. Він хотів передати скарб князю, але втік, коли побачив у його покоях «портрет диявола». Тепер він нібито ходить навколо замку, тож князь доручає Максиму позбутися Матвія, бо побоюється за себе, а також за свою нову дружину Гелену та дочку Маринку, що зустрічалася з Матвієм.
У пошуках вовкулаки Максим знайомиться зі священником Силантієм і шинкаркою. Коли він кохається з шинкаркою, невідомий чоловік намагається його вбити. Максим убиває нападника і шинкарка зізнається, що Насті хтось обіцяв великі гроші за підтвердження, нібито Максим помер. Проте допитати колишню наречену не вдається, її з чоловіком Антоном отруїли.
Силантій підбурює селян проти князя Кричевського. Вночі очолений ним гурт виявляє, що Маринка та Андрійко розкопали могилу Максима Оси, та звинувачує їх у чаклунстві. Максим перешкоджає самосуду, відкриває труну й виявляє всередині труп Матвія Хвоста. Фогель покладає вину за вбивство Насті з Антоном на Максима.
Андрійко розповідає Максиму, що Матвій, перетворившись на вовка, вкусив Гелену. Князь убив вовкулаку і поховав Матвія під виглядом Максима. Крім того Андрійко запевняє, що двоє його сестер займалися чаклування та випадково перетворилися на собак. Невдовзі Маринка тікає з замку, Максим вирушає навздогін і знаходить її саме тоді, коли Маринку схопив Фогель. Максим убиває каштеляна, та слідом прибуває Гелена й намірюється застрелити козака і прийомну дочку.
Максим розуміє, що це Гелена, вдаючи з себе шинкарку, задурманила Матвія з метою дізнатися де він сховав скарб. Коли Матвій прибув до князя, щоб пожертвувати йому скарб, то побачив у кімнаті портрет Гелени й упізнав у ній шинкарку. Наляканий, він став роздавати скарб селянам. Тоді Гелена задумала вбити Матвія, заманивши його до фальшивої могили, яку зробили підкуплені Настя та Антон (Максим колись обіцяв Матвію, що візьме з собою в могилу чарівну кулю, якою Матвій сподівався застрелити Гелену). Однак, Фогель, думаючи, що Матвій справді перевертень, убив козака. Гелена спланувала вбити Максима, щоб замести всі сліди. Вона отруїла Настю та Антона, підіслала за Максимом убивцю, а також нещодавно отруїла Андрійка з його сестрами.
Максим тягне час, кажучи, що Матвій роздав не весь скарб. За мить прибувають князь і хорунжий Іван. Спалахує бійка, в якій Іван гине, але Максим відрубує Гелені руку, а князь застрелює її тією самою «чарівною» кулею. Гелена помирає, князь просить Максима нікому не розповідати, що сталося, щоб зберегти репутацію свого роду. Маринка зізнається — Матвій лишив частину скарбу їй. Кричевський пропонує Максиму роботу, і козак погоджується стати вчителем Маринки.

## Історія створення
Комікс було зроблено на замовлення бельгійського видавництва Éditions Joker. Вперше комікс про Максима Осу вийшов у цьому видавництві у 2008 році. Натхненням до написання коміксу стали романи-детективи російського письменника Бориса Акуніна про Ераста Фандоріна.

## Оригінальне видання
«Максим Оса» / «Maxym Osa» (2008—2009, Éditions Joker)
- «Максим Оса #1: Людина з могили»: «Maxym Osa #1: L'Homme d'outre-tombe». Traduction du russe: Oxana Mulko; adaptation française: Thierry Taburiaux. 48 p. 2008. ISBN 9782872654048[3]
- «Максим Оса #2: Скарб вовкулаки»: «Maxym Osa #2: Le trésor du loup-garou». Traduction du russe: Oxana Mulko; adaptation française: Thierry Taburiaux. 45 p. 2009. ISBN 9782872654345[5]

## Переклади українською
- Ігор Баранько. «Максим Оса». Переклад з російської: не вказано. Одеса: Євгеніос, 2011. 96 стор.[6]
  - (передрук) Ігор Баранько. «Максим Оса». Переклад з російської: не вказано. Миколаїв: Asgardian Comix, 2016. 96 стор. ISBN 978-966-1517-03-4[7]
- Ігор Баранько. «Максим Оса». Переклад з російської: Олена Лісевич[8]. Львів: UAComix; RedRoomComix, 2020. 104 стор. ISBN 978-617-7595-73-0[9][10][11]

## Нагороди
- Альбом Року. За комікс «Максим Оса» (рос. «Максим Оса»). Московський міжнародний фестиваль мальованих історій ім. Наталії Монастирьової. «Комміссія»[ru] (2011). Росія[12]
- Дипломом Ukraine-Europe. З нагоди виходу коміксу «Максим Оса» у перекладі українською мовою. «Perspectives-ukrainiennes» (2011). Україна[13]

## Екранізації
Інформація про бажання екранізувати комікс у фільм з'явилася у 2012 році, зокрема бажання зробити екранізацію виявляв Олексій Шапарев, засновник та креативний директор кінокомпанії HanzhonkovFilm.
У 2013 році за словами Євгена Маріка, власника одеського видавництва Євгеніос яке вперше видало комікс російською в 2008 році, над фільмом працювали на кіностудії в Токіо, а сам Євген Баранько ніби контролює процес як артдиректор фільму.
Фільм вийшов у прокат 13 жовтня 2022 року.